# Element-filmovi
Element-filmovi su bili specijalizirani obrazovni uradci zagrebačke Filmoteke 16.
Jedan od poznatijih dramaturga i redatelja, koji su ih izrađivali je bio i Mate Relja, koji je surađivao na tridesetak filmova u tom projektu.
Od ostalih redatelja ističe se i Radovan Ivančević, koji je u razdoblju između 1971. i 1981. režirao pedesetak kratkometražnih animiranih element-filmova.